# Рястка гірська
Ря́стка гірська́ (Ornithogalum oreoides) — багаторічна рослина родини холодкових. Вид занесений до Червоної книги України і Червоного списку Міжнародного союзу охорони природи. Належить до декоративних культур.

## Опис
Трав'яниста рослина заввишки 10–25 см, геофіт, ранньовесняний ефемероїд. Цибулина яйцеподібна, коричнева. Стебло відсутнє. Листки зібрані в розетку, широколінійні (завширшки 4–8 мм), плоскувато-жолобчасті, не мають характерної для інших представників роду білої поздовжньої смужки. Квітконіс прямостоячий, голий, однакової з листками довжини або трохи коротший за них. Суцвіття щиткоподібне, складається з 5–25 квіток. Квітконіжки після відцвітання висхідні або відхилені. Листочки оцвітини білі з широкою зеленою смужкою на зовнішньому боці, завдовжки 14–20 мм. Плід — яйцеподібна коробочка з 6 тупуватими ребрами.

## Екологія та поширення
Вид світлолюбний, помірно посухостійкий, полюбляє пухкі ґрунти, найкраще розвивається у рослинних угрупованнях з пониженою конкуренцією. Зростає на піщаних, глинистих, кам'янистих, трав'яних (зокрема степових) схилах, у заростях степових чагарників.
Цвітіння відбувається у квітні-травні, плодоносить у червні. Розмножується насінням та вегетативно (цибулинами). Розвиток рослин відносно повільний, перше цвітіння наступає лише через 4–5 років після проростання.
Рястка гірська є ендеміком північно-західного Причорномор'я. Ареал цього виду охоплює Молдову, Болгарію та Румунію, зокрема плато Добруджа. В Україні вона трапляється у Болградському, Татарбунарському і Тарутинському районах Одеської області. Усі українські популяції нечисленні, але стійкі, на задернованих ґрунтах з густим травостоєм вони мають дещо розріджений вигляд.

## Значення і статус виду
Як рідкісний вид з невеликим ареалом становить наукову цінність, може використовуватись у декоративному садівництві. На стан українських популяцій впливають як природні, так і антропогенні чинники: ізольованість осередків, тривалий розвиток, заліснення територій, надмірне випасання, розорювання степів. Для збільшення чисельності потрібно виявити усі місця зростання і створити там заказники.